# God and Sex: What the Bible Really Says
Dumnezeu și sexul: ce spune de fapt Biblia (în engleză God and Sex: What the Bible Really Says) este o carte scrisă de Prof. Michael Coogan, publicată în 2010.
Cartea a fost bine primită de Jessica Warner, PhD, de la Universitatea din Toronto și criticată de Prof. Phyllis Trible, de la Wake Forest University School of Divinity din Carolina de Nord, pentru a nu observa că patriarhatul nu a fost decretat ci doar descris de Dumnezeu, patriarhatul fiind specific oamenilor de după căderea în păcat. Ea admite că în această privință apostolul Pavel făcea aceeași greșeală ca și Coogan.
Conform autorului ei, în Biblia ebraică nu sunt interzise contactele sexuale premaritale sau extramaritale ale bărbaților, cu excepția adulterului, adică a face sex cu soția altui bărbat. Coogan afirmă că relațiile sexuale premaritale ale femeilor erau „descurajate”, dar Biblia are un cuvânt pentru fiii femeilor nemăritate, adică le era permis să nască astfel de fii, deși ei erau destinați unui rol social inferior. Conform lui Coogan, Apostolul Pavel condamna sexul extramarital din temeri apocaliptice (el credea că lumea se va sfârși curând). Isus nu spune nimic despre asta, cu excepția reglementării divorțului dintre un bărbat și una din nevestele sale, lucru care nu are de-a face cu sexul premarital sau extramarital. Coogan folosește acolo singularul („nevastă”), dar nu afirmă că un bărbat putea avea o singură nevastă, deoarece Isus discuta acolo Legea lui Moise, care permite poligamia.
Intervievat de magazinul Time asupra acestei cărți, el spune de asemenea că ceea ce este tradus adesea drept „sodomie” în traducerile Bibliei nu are în general de-a face cu contactul anal între bărbați, iar conform cu Sola Scriptura, Mormonii aveau dreptate cu privire la poligamie.
Cartea a fost trecută în revistă de ABC Radio National care afirma că „Michael Coogan este unul dintre cei mai de seamă cercetători americani ai Bibliei, iar în cartea sa God and Sex: What the Bible Really Says, el descoperă publicului totul, inclusiv dacă David l-a iubit pe Ionatan în fel trupesc.”
CNN i-a oferit lui Coogan posibilitatea de a-și prezenta cartea pe websiteul companiei. De asemenea, Newsweek a publicat un articol despre această carte. Programul TV The Young Turks⁠(en)[traduceți] a prezentat un interviu cu Coogan despre acestă carte.

## Rezumat
Michael Coogan abordează mai multe probleme în cartea sa, cum ar fi:
el observă că în Vechiul Testament sacrificarea copiilor era interzisă, dar această interdicție nu era întotdeauna respectată, că trecutul sexual al unui bărbat nu era problematic, deci nu exista o cerință de virginitate pentru bărbați, singurii evrei celibatari din motive religioase erau esenienii, dar asta era contrar iudaismului obișnuit, Sfântul Petru era căsătorit, Sfântul Pavel credea că Sfântul Iosif l-a conceput pe Isus, „Iosif «nu a cunoscut-o pe» Maria «până când ea a dat naștere unui fiu»” (ea nu a rămas virgină, conform Sfântului Matei), profeții erau atât bărbați cât și femei, preoția și rabinatul erau numai pentru bărbați, dar Phoebe era diaconiță iar Iunia era apostol, Biblia afirmă că bărbații sunt superiori femeilor, polginia era frecventă, avorturile erau atât de rare încât ele nu erau o problemă pentru autorii Bibliei, dar exista un ritual pentru a face să avorteze o femeie infidelă, cărțile Bibliei erau „un fel de hipertext”, Yahweh l-a vizitat pe Abraham, este probabil că Ișmael l-a abuzat sexual pe Isaac, nu putem ști dacă Adam și Eva erau căsătoriți, există legi biblice care reglementează căsătoriile poliginice, „concubină” însemna „soție secundară”, Abișag s-a culcat cu David dar el era impotent, văduvele, victimele violurilor și femeile divorțate erau „bunuri deja folosite”, deci nedemne pentru căsătoria cu un preot, Biblia se contrazice asupra divorțului și este „puternic pătrunsă de patriarhat”, Cele zece porunci se adresau numai bărbaților evrei, căsătoria însemna transfer de proprietate, dar femeile aveau o valoare mai mică decât bunurile imobiliare, adulterul era încălcarea dreptului de proprietate, în Biblia ebraică nu le este interzis bărbaților să aibă relații sexuale cu femei necăsătorite (inclusiv cu prostituate), pe vremea lui David Ierusalimul avea doar câteva mii de locuitori, incestul tată-fiică reprezenta doar scăderea valorii fiicei, Onan nu se masturba, Biblia se contrazice asupra incestului frate-soră, relațiile sexuale cu o femeie în timpul menstruației erau interzise, la fel cu a purta îmbrăcăminte confecționată din lână și in (stofe amestecate), David și Ionatan nu au fost parteneri homosexuali, păcatul Sodomei era a fi neospitalieră cu străinii și „maltratarea celor lipsiți de putere”, Sfântul Iuda nu afirma că păcatul Sodomei ar fi fost homosexualitatea, „prostituția sacră nu a existat niciodată” și nicăieri, Biblia ebraică nu zice nimic de lesbianism, dar Sfântul Pavel credea că Dumnezeu i-a făcut pe homosexuali să fie homosexuali, Isus a vorbit foarte puțin despre sexualitate, Biblia se opune homosexualității, a recurge la serviciile prostituatelor era privit ca o formă de a pierde banii, iar Sfântul Pavel interzicea folosirea prostituatelor, dar „folosirea unei prostituate de către Iuda era privită drept normală și acceptabilă”, asta e valabil și pentru Samson, care a prefigurat de altfel teroriștii sinucigași, Maria Magdalena nu a fost o prostituată, Dumnezeu are organe de reproducere și avea neveste, evreii erau inițial politeiști, Geneza 1:26-27 afirmă că elohimii erau de sex bărbătesc și femeiesc, iar oamenii au fost făcuți după chipul lor, bărbat și femeie, fiii lui Dumnezeu au avut relații sexuale cu femei, Yahweh este o ființă sexuală, Înțelepciunea era soția lui Dumnezeu, zeii au conceput copii în multe mitologii, Israel era soția lui Dumnezeu (poliginia nu era o problemă pentru el), „toată teologia constă din metafore” iar Yahweh era „un soț nebunește de gelos și de abuziv”.
Acestea sunt unele din problemele discutate până la pagina 188 a cărții.